# دباء (جنس)
الدُّبَّاء (الاسم العلمي: Lagenaria) هو جنس من النباتات يتبع الفصيلة القرعية من رتبة القرعيات.

## أنواع الدُّبَّاء
- دباء
- دباء بيريشي
- دباء كوشنشيني
- دباء شعري السداة
- دباء أحمر
- دباء أنغولي
- دباء ثؤلولي
- دباء حبشي
- دباء مشعر
- دباء غيني
- دباء قصير الأزهار
- دباء كروي
- دباء كروي الثمار
- دباء مخطط
- دباء نتالي